# Microsoft Cairo
Cairo est le nom de code d'un projet de Microsoft, développé entre 1991 et 1996. Il avait pour objectif de jeter les bases d'une nouvelle génération de système d'exploitation, en accord avec la conception de Bill Gates de l'information : « l'information à portée de main ». Cairo n'a jamais été lancé ; cependant, des éléments des technologies développées pour ce système furent utilisés pour d'autres produits de Microsoft.

## Historique
Cairo fut annoncé à la Professional Developers Conference de Microsoft en 1991, par Jim Allchin.
Une démonstration publique fut réalisée en 1993, à la Professional Developers Conference Cairo/Win95.
Microsoft changea le statut du projet Cairo de nombreuses fois ; il y était parfois fait référence comme à un produit, parfois comme à une collection de nouvelles technologies.
Au maximum de son développement, Cairo était l'un des plus importants groupes de Microsoft, et employait la majorité des meilleurs développeurs de la firme.

## Caractéristiques
Cairo utilisait des concepts de calcul distribué afin de rendre l'information disponible instantanément à travers un réseau informatique mondial.
Bien que Cairo n'ait jamais été un produit commercialisé, nombreuses de ses caractéristiques font partie intégrante des autres systèmes d'exploitation de Microsoft :
- L'interface utilisateur de Windows 95 est basée sur le design initial de celle de Cairo[5].
- L'architecture distribuée de Windows NT 3.1 en est issue.
- X.500 prend part à l'Active Directory de Windows 2000.
- La norme de messagerie électronique X.400 se retrouve dans Microsoft Exchange Server.
- L'indexation du contenu se retrouve désormais Internet Information Services et Windows Desktop Search[2].

L'unique composant qui lui a survécu est le système de fichiers ; il fut prévu qu'il soit implémenté sous la forme de WinFS sous Windows Vista, ce qui fut annulé en juin 2006. Cependant, il devrait être intégré à Windows Vista courant 2008 avec Windows Fiji. Une partie de ces technologies est réutilisée pour d'autres produits Microsoft, telle la prochaine version de Microsoft SQL Server, dont le nom de code est « Katmai ». Bill Gates a par ailleurs confirmé dans une interview que Microsoft prévoit de migrer les applications comme Windows Media Player, Windows Photo Gallery, Microsoft Office Outlook, etc. vers une utilisation de WinFS.